# Sant Julià de Fréixens
Sant Julià de Fréixens és una església del municipi de Vallcebre. Està situada a una alçada de 1.002,3 msnm. Forma part de l'Inventari del Patrimoni Arquitectònic de Catalunya. També dona nom al conjunt de cases dels seus voltants, que té la consideració d'entitat local menor dins del terme municipal de Vallcebre.

## Descripció
Petita església romànica que ha estat molt transformada al llarg dels anys. El cos de la nau està cobert amb una volta de canó, i el seu absis, orientat a llevant, està cobert amb un quart d'esfera; la seva amplada correspon gairebé amb la de la nau i el seu aparell de blocs de pedra quadrats i ben col·locats, a soga i través, sembla del segle xi. Al bell mig de l 'absis hi ha una petita finestra d'arc de mig punt adovellada i esqueixada, actualment tapiada. La part superior del mur exterior de l'absis presenta una motllura amb unes petites mènsules quadrades, únicament amb funció ornamental. Al segle xviii es va construir una nova volta de canó i es van fer uns contraforts de reforç al mur de migdia. El campanar i els afegits a la part de ponent, són posteriors a l'obra romànica. La porta d'entrada també és moderna. Hi ha una casa adossada, la rectoria, amb planta baixa i pis. Tot està cobert amb una teulada a dos vessants de teula aràbiga.

## Notícies històriques
L'església de Sant Julià de Fréixens era coneguda també amb el nom de "Sant Julià de Vallcebre", i "Vallcebre sobirà" segons un document de l'any 1311. En el seu origen, aquesta església era propietat del monestir de Sant Sadurní de Tavèrnoles, com s'indica en alguns documents del segle xi. L'església és esmentada a un testament de l'any 1197, quan Estefania Isarna deixà dos argenços a Sant Julià, car un dels seus fills, Ramon, era clergue de Sant Julià. L'any 1312 apareix com a parròquia però al segle xv ja és sufragània de Santa Maria de Vallcebre, i, al segle xviii, totes dues són sufragànies de Santa Maria de Falgars. Els capellans o rectors de Sant Julià coneguts són: Miquel -1279-, R. Olzina -1340-, Bernat Corderols -1384- i Bernat Bonet -1440- (ja unida a Santa Maria de Vallcebre).